# أولغا بوندارينكو
أولغا بوندارينكو (الروسية: Бондаренко, Ольга Петровна) (و. 1960  م) هي عداءة المسافات الطويلة، ومنافسة ألعاب القوى من روسيا، والاتحاد السوفيتي، ولدت في سلافغورود، شاركت في الألعاب الأولمبية الصيفية 1992، والألعاب الأولمبية الصيفية 1988.

## التعليم
تعلمت في Volgograd State Academy of Physical Culture ‏
.

## جوائز
حصلت على جوائز منها:

جائزة سيد الرياضة السوفيتي التشريفية ‏

## روابط خارجية
- أولغا بوندارينكو على موقع الاتحاد الدولي لألعاب القوى (الإنجليزية)
- أولغا بوندارينكو على موقع رابطة إحصائيات سباق الطريق (الإنجليزية)
- أولغا بوندارينكو على موقع اللجنة الأولمبية الدولية (الإنجليزية)
- أولغا بوندارينكو على موقع أوليمبيديا (الإنجليزية)